# Julia Roesler
Julia Roesler (* 1978 in Göttingen) ist eine deutsche Filmregisseurin, Theaterregisseurin, Drehbuchautorin und Filmproduzentin.

## Leben
Julia Roesler studierte Kulturwissenschaften und ästhetische Praxis an der Stiftungsuniversität Hildesheim. Seit ihrem Diplom arbeitet sie als freischaffende Regisseurin. 2006 gründete sie mit der Komponistin und Musikerin Insa Rudolph die freie Theatergruppe werkgruppe2, zu der seit 2009 auch die Dramaturgin Silke Merzhäuser gehört. werkgruppe2 hat seitdem ausschließlich Dokumentartheater-Projekte entwickelt, die dem verbatim theater zugeordnet werden können, immer auf Interviewmaterial basierend und mit einem hohen Anteil an Live-Musik und neuen Kompositionen.
Bis heute hat sie mit werkgruppe2 über 20 Inszenierungen realisiert, wie Polnische Perlen (2014), Die Georgier (2016), Die Ehen unserer Eltern (2018), Überleben (2020) und Hier spricht die Polizei (2024). 
2012 war sie Stipendiatin beim Internationalen Forum im Rahmen des Berliner Theatertreffens. In der Kritikerumfrage von Theater Heute wurde sie 2014 zweimal als beste Nachwuchsregisseurin für die Inszenierung Polnische Perlen ausgewählt. Julia Roesler unterrichtet zu Themen des dokumentarisch-künstlerischen Arbeitens und hatte Lehraufträge an der HBK Braunschweig, im Studiengang Applied Theatre am Mozarteum Salzburg, Uni Hildesheim und der Bundesakademie für Kulturelle Bildung Wolfenbüttel. 
2018 hatte ihr erster Kurzfilm Marina Premiere, den sie mit werkgruppe2 produzierte. Der Film feierte beim Dok Leipzig Premiere und gewann dort die Goldene Taube für den besten deutschen Kurzfilm und den Healthy Workplaces Award der EU. Es folgten zahlreiche internationale Festivaleinladungen. Seitdem entstanden in ihrer Regie die Kurzfilm Fredda Meyer (2021), Anna (2022), und (in Co-Regie mit Insa Rudolph) Schwester Johann Baptist (2024). 2025 feiert ihr erster Kino-Spielfilm Luisa Weltpremiere beim Shanghai International Film Festival, der in Koproduktion von werkgruppe2 filmproduktion, Hanfgarn & Ufer und dem Kleinen Fernsehspiel des ZDF entstanden ist.

## Filmografie

### Regie Film, Drehbuch, Produktion
- 2018: Marina, Deutschland, 28 min
- 2021: Fredda Meyer, Deutschland, 20 min
- 2022: Anna, Deutschland, 18 min
- 2025: Luisa, Deutschland, 94 min

### Co-Regie Film, Produktion
- 2024: Schwester Johann Baptist, Deutschland/Kolumbien, 22 min

## Regie Theater
- 2009: Friedland – eine Koproduktion von werkgruppe2 und dem Deutschen Theater in Göttingen
- 2012: Zirkus – eine Koproduktion von werkgruppe2 und dem Deutschen Theater in Göttingen
- 2013: Rotlicht – eine Koproduktion von werkgruppe2 und dem Deutschen Theater in Göttingen
- 2013: Ich und der Esel – eine Produktion von werkgruppe2
- 2014: Polnische Perlen – eine Koproduktion von werkgruppe2 und dem Staatstheater Braunschweig, gefördert durch den Fonds Doppelpass der Kulturstiftung des Bundes
- 2014: Blankenburg – eine Koproduktion von werkgruppe2 und dem Oldenburgischen Staatstheater
- 2014: Erdbeerwaisen/ Căpşunile şi Orfanii – eine Koproduktion von werkgruppe2, Staatstheater Braunschweig und dem Nationaltheater Craiova im Rahmen des internationalen Gesamtprojekts ART OF AGEING der European Theatre Convention
- 2015: Fliehen & Forschen – eine Koproduktion von werkgruppe2 und dem Staatstheater Braunschweig, gefördert durch den Fonds Doppelpass der Kulturstiftung des Bundes
- 2016: Offener Himmel – eine Koproduktion von werkgruppe2 und dem Staatstheater Braunschweig
- 2016: Die Georgier – Stadttheater Ingolstadt
- 2017: Gypsies. Ein Theaterprojekt zu Roma in Europa – eine Koproduktion des Staatstheater Braunschweig, Nationaltheater Timisoara (RU), Théâtre de la Manufacture Nancy (FR)
- 2018: Die Ehen unserer Eltern – eine Produktion des Badischen Staatstheaters Karlsruhe in Kooperation mit den Europäischen Kulturtagen
- 2018: Im Dorf – eine Langzeitbeobachtung, Produktion von werkgruppe2
- 2020: Überleben – eine Koproduktion von werkgruppe2 und dem Oldenburgischen Staatstheater
- 2021: Arbeiterinnen / Pracujące Kobiety – Eine Koproduktion von werkgruppe2 mit Schauspiel Essen, Ruhrfestspiele Recklinghausen und Teatr Polski – w podziemiu / Polski Theatre in the Underground
- 2023: §218 – eine Koproduktion von werkgruppe2 und dem Theater Oberhausen
- 2024: Hier spricht die Polizei – eine Koproduktion von werkgruppe2, den Ruhrfestspiele Recklinghausen und dem Schauspiel Hannover

## Auszeichnungen
- 2018: Dok Leipzig Bester deutscher Kurzfilm für Marina[8]
- 2018: Dok Leipzig Healthy Workplaces Award der EU für Marina[9]
- 2019: Wendland Shorts für die besondere künstlerische Einzelleistung für Marina[10]
- 2020: Bremer Dokumentarfilm Recherchepreis für Luisa[11]
- 2021: Filmfest Dresden, Lobende Erwähnung für Fredda Meyer[12]
- 2022: Kasseler Dokfest, A38-Recherchestipendium für Anna[13]